# 太田市立木崎小学校
太田市立木崎小学校（おおたしりつ きざきしょうがっこう）は、群馬県太田市新田木崎町にある公立小学校。通称「木小（きしょう）」。

## 学区
- 新田1区[1]
- 新田2区
- 新田3区
- 新田4区
- 新田5区
- 新田6区
- 新田7区
- 新田8区
- 新田17区の一部

## 学校周辺
- 太田市立木崎中学校
- 東武伊勢崎線：木崎駅
- 群馬県立太田フレックス高等学校